# Savo Milović
Savo Milović (* 13. Februar 1986 in Bar) ist ein slowenisch-deutscher Basketballfunktionär und -trainer sowie ehemaliger -spieler.

## Werdegang
Milović wechselte 2001 aus Slowenien zum deutschen Zweitligisten Rhöndorfer TV, damals betreut von Trainer Berthold Bisselik. In seiner Zeit bei RheinEnergie Köln bestritt er insgesamt zehn Einsätze in der Basketball-Bundesliga, sieben davon in der Saison 2005/06, als er mit den Rheinländern unter der Leitung von Trainer Saša Obradović deutscher Meister wurde. Während seiner Vertragszeit in Köln kam Milović dank Zweitspielrecht auch beim Zweitligisten NVV Lions Mönchengladbach zum Einsatz, ehe er sich der Mönchengladbacher Mannschaft fest anschloss. Bis zu seinem Abschied als Leistungsbasketballspieler im Jahr 2016 war er später in Slowenien sowie wieder in Rhöndorf tätig.
Bereits ab 2014 war Milović im Jugendbereich der Telekom Baskets Bonn als Trainer beschäftigt, ab 2015 als hauptamtlicher Mitarbeiter. Er schloss die Nachwuchstrainerausbildung des Deutschen Basketball-Ausbildungsfonds ab. Im Januar 2017 nahm er zusätzlich zu seinen Aufgaben in Bonn die Aufgabe als Co-Trainer bei den Dragons Rhöndorf (2. Bundesliga ProB) an. 2018 wurde er Cheftrainer der Bonner-Rhöndorfer Spielgemeinschaft in der Jugend-Basketball-Bundesliga (JBBL), wechselte im Januar 2019 in den Stab der Bonner Bundesligamannschaft, in dem er bis Mai 2019 als Co-Trainer tätig war. Im Sommer 2019 kehrte er ins Cheftraineramt bei der JBBL-Mannschaft zurück und war fortan in Bonns Bundesligamannschaft für das Individualtraining zuständig. Im Februar 2021 wurde er vorläufig als Sportlicher Leiter des Amateur- und Jugendbereichs der Telekom Baskets Bonn eingesetzt. Im Sommer 2022 trat Milović bei den Telekom Baskets Bonn das Amt des Sportmanagers an. In dieser Tätigkeit war er in der Saison 2022/23 am Gewinn der Champions League sowie am Erreichen des zweiten Platzes in der deutschen Meisterschaft beteiligt.